# اچ‌ام‌اس بیتر (پی۲۷۰)
اچ‌ام‌اس بیتر (پی۲۷۰) (به انگلیسی: HMS Biter (P270)) یک کشتی است که طول آن 20.8 m (68 ft 3 in) می‌باشد. این کشتی در سال ۱۹۸۶ ساخته شد.